# 重庆东站 (上桥)
重庆东站位于重庆市沙坪坝区上桥，襄渝铁路线上四等站，隶属成都铁路局重庆西车站管辖。车站占地31万平方米，建筑面积3万余平方米。有14条股道，其中2条正线，12条到发线。车站原名上桥站，建于1979年，1988年更名为重庆东站。
在重庆东站原址新建的重庆第三客运站重庆西站已经于2018年1月25日投入使用，而原本站的货运业务则改由白市驿站承担。